# Neukirchen an der Enknach
Neukirchen an der Enknach – miejscowość i gmina w Austrii, w kraju związkowym Górna Austria, w powiecie Braunau am Inn. Liczy 2,1 tys. mieszkańców.